# Рајхлинг
Рајхлинг (њем. Reichling) општина је у њемачкој савезној држави Баварска. Једно је од 31 општинског средишта округа Ландсберг ам Лех. Према процјени из 2010. у општини је живјело 1.622 становника. Посједује регионалну шифру (AGS) 9181135.

## Географски и демографски подаци
Рајхлинг се налази у савезној држави Баварска у округу Ландсберг ам Лех. Општина се налази на надморској висини од 731 метра. Површина општине износи 23,3 km². У самом мјесту је, према процјени из 2010. године, живјело 1.622 становника. Просјечна густина становништва износи 70 становника/km².